# 19P/Borrelly
19P/Borrelly, komet Jupiterove obitelji.